# Neophilaenus
Neophilaenus is een geslacht van halfvleugeligen uit de familie Aphrophoridae. De wetenschappelijke naam van dit geslacht is voor het eerst geldig gepubliceerd in 1935 door Haupt.

## Soorten
Het geslacht Neophilaenus omvat de volgende soorten:
- Neophilaenus albipennis (Fabricius, 1798)
- Neophilaenus angustipennis (Horváth, 1909)
- Neophilaenus campestris (Fallén, 1805)
- Neophilaenus lineatus (Linné, 1758)
- Neophilaenus longiceps (Puton, 1895)
- Neophilaenus minor (Kirschbaum, 1868)